# Maurocenia frangularia
Maurocenia frangularia là một loài thực vật có hoa trong họ Dây gối. Loài này được Pers. mô tả khoa học đầu tiên năm 1805.

## Hình ảnh

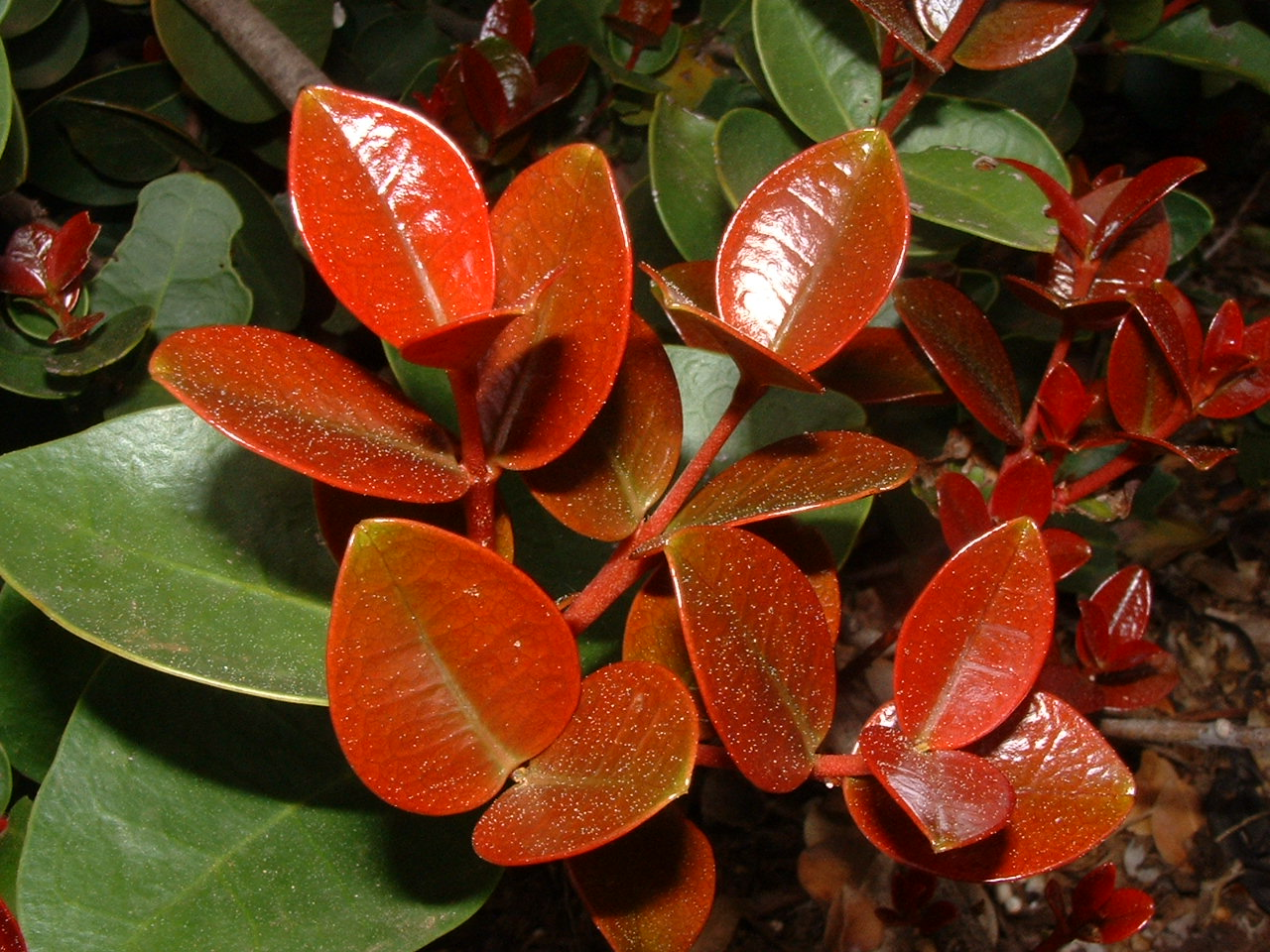
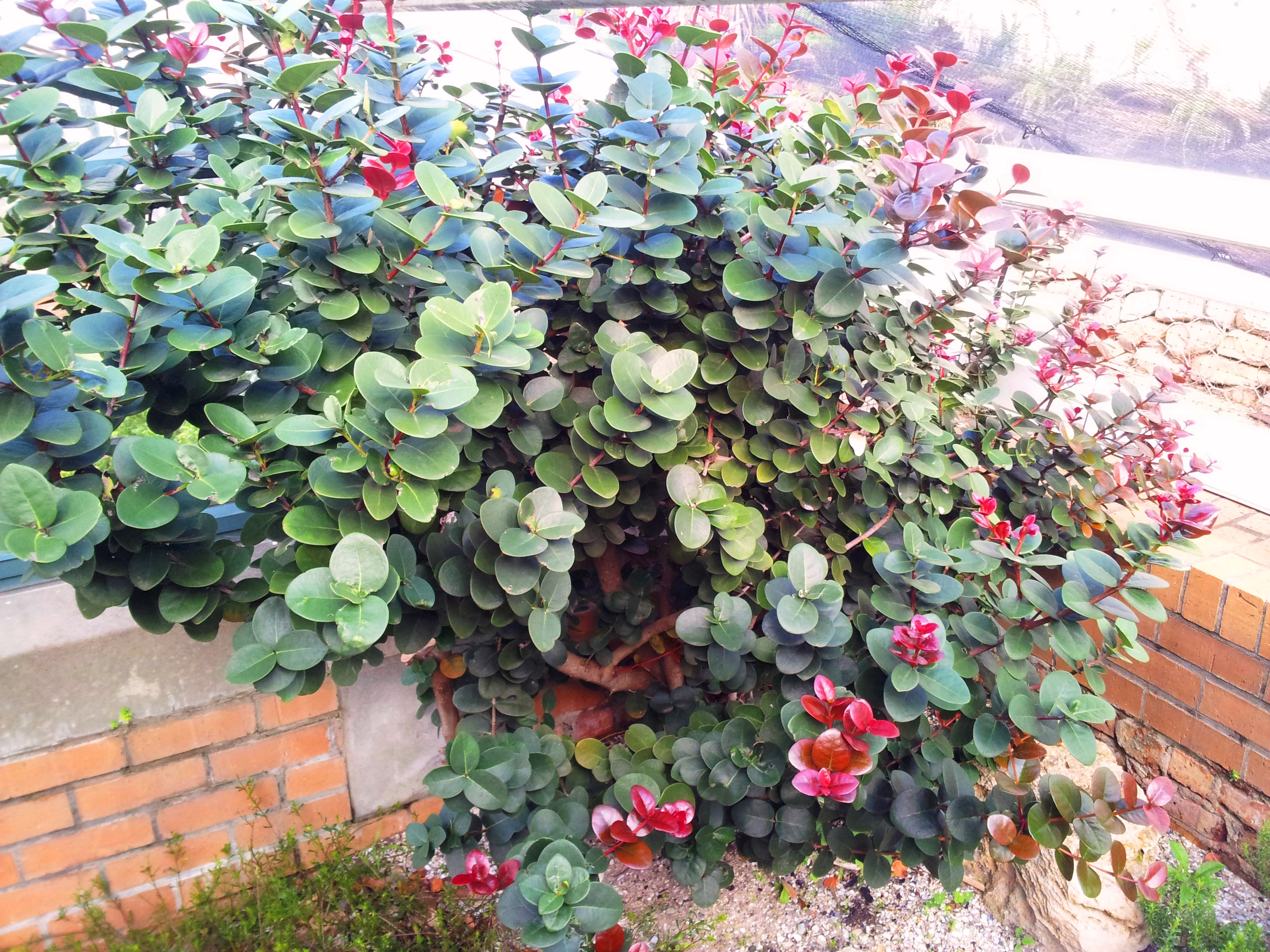
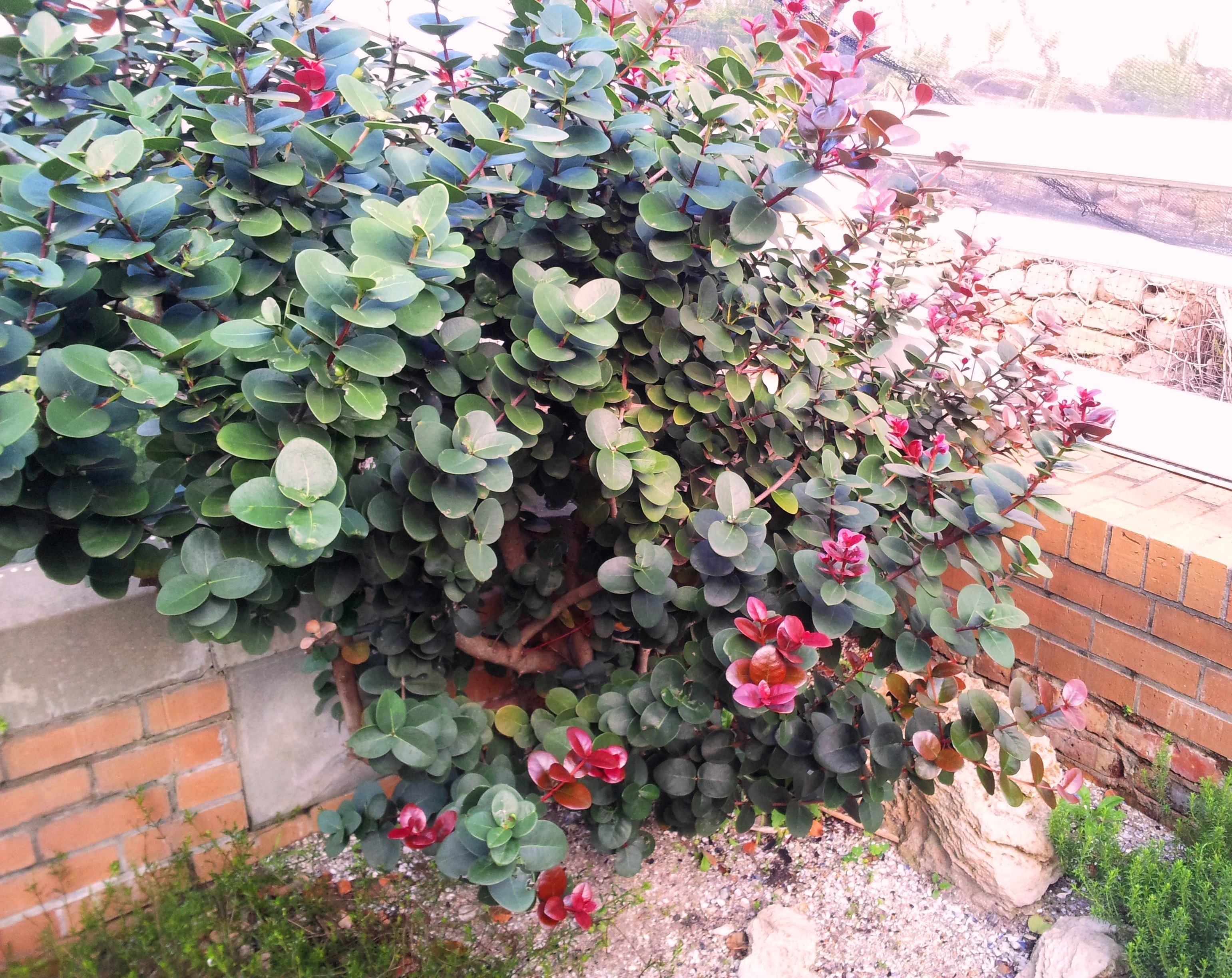
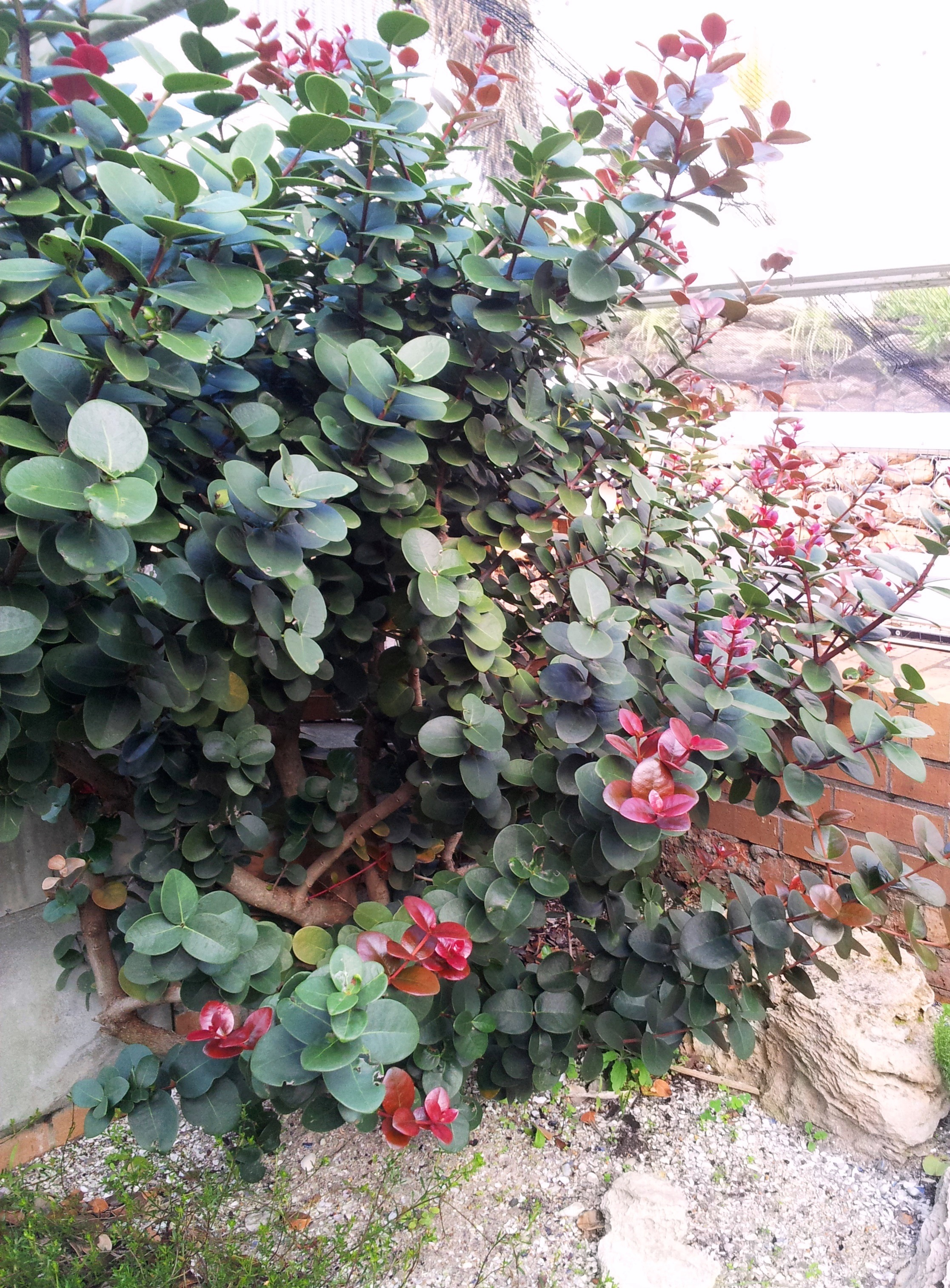